# همبندی (ریاضیات)

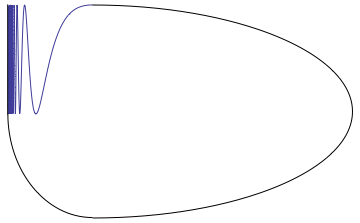
همبندی (ریاضیات)

در ریاضیات، همبندی، به خواص مختلفی اشاره می‌کند که معنای «وصل بودن همه قسمت‌ها به هم دیگر» را می‌دهد. زمانی که یک شیء ریاضیاتی چنین خاصیتی داشته باشد می‌گوییم آن شیء همبند است؛ در غیر این صورت آن را ناهمبند می‌نامیم. زمانی که شیء ناهمبندی را بتوان به‌طور طبیعی به فضاهای همبند جداسازی کرد، هر تکه از آن را معمولاً مؤلفه یا مؤلفه همبندی می‌نامند.

## همبندی درتوپولوژی
یک فضای توپولوژی را همبند گوییم اگر نتوانیم آن را به صورت اجتماع دو مجموعه باز مجزا بنویسیم. یک مجموعه باز است اگر روی مرزش نقطه ای نباشد، لذا به‌طور غیررسمی و شهودی می‌توان گفت که یک فضا را می‌توان به مجموعه‌های باز مجزایی تقسیم‌بندی کرد که مرزهای بین هر دوتا از این مجموعه‌ها جزوی از فضا نیستند، و لذا به این طریق آن فضا به زیرفضاهای مجزا جداسازی شده‌است.